# Graham Agassiz
Graham Agassiz (ur. 8 stycznia 1990 r. w Kamloops) – kanadyjski kolarz górski. Jest aktywny sportowo od 2007 r. W 2015 zajął 3. miejsce w zawodach Red Bull Rampage. Występuje również jako juror zawodów freeride i slopestyle. Sponsorowany jest przez Monster Energy, Kona bicycles i DaKine. Występował w rowerowych produkcjach filmowych z serii New World Disorder.